# 根岸車站 (神奈川縣)
根岸車站（日语：／ Negishi eki */?）是一個位於神奈川縣橫濱市磯子區東町，屬於東日本旅客鐵道（JR東日本）、日本貨物鐵道（JR貨物）、神奈川臨海鐵道的鐵路車站。
此站有JR的根岸線與神奈川臨海鐵道的貨物線的本牧線停靠。
為了與只見線的根岸站區別，本站起訖的乘車券印有「（岸）根岸」字樣（適用特定都區市內制度的車票除外）。

## 歷史
站名取自本地東町的舊地名中根岸町。
- 1964年（昭和39年）
  - 5月19日：國鐵根岸線櫻木町站 - 磯子站間開通，本站開業。
  - 6月1日：高島線全線通車，開始貨物運輸業務。
- 1969年（昭和44年）10月1日：神奈川臨海鐵道本牧線（日语：神奈川臨海鉄道本牧線）通至本牧埠頭站。
- 1987年（昭和62年）4月1日：國鐵分割民營化，本站成為JR東日本、JR貨物車站。
- 2001年（平成13年）11月18日：IC卡「Suica」啟用。
- 2011年（平成23年）3月18日：代替受到東日本大震災影響而中斷的東北本線、常磐線，從本日至4月19日為止，由TaKi38000（日语：国鉄タキ38000形貨車）進行從本站出發經新潟、青森至盛岡貨物總站的迂迴運輸[2]。

## 車站構造
本站為島式月台1面2線的地面車站。另有兩條JR貨物貨物列車使用的兩條線路（下1、2號線）與5條專用線的授受線（授受3 - 7號線）。本牧線的停靠線與出發線在站內東側（橫濱本牧站方向）。
站房位於車債北側，有天橋通往月台。本站為直營站，設有綠色窗口（營業時間7:00 - 20:00）、自動售票機、自動驗票閘門、自動精算機。
商店有剪票口外左側（南側）的NewDays根岸店以及剪票口內左側（北側）的LET'S KIOSK根岸1號店。過去月台橫濱方向曾有LET'S KIOSK根岸2號店，但已於2006年5月31日閉店，翌年2007年1月撤除。
神奈川臨海鐵道根岸站輸送本部設於車站南側磯子方向。

### 月台配置
| 月台 | 路線   | 方向 | 目的地                     | 備註            |
| ---- | ------ | ---- | -------------------------- | --------------- |
| 1    | 根岸線 | 下行 | 磯子、洋光台、大船方向     |                 |
| 2    | 根岸線 | 上行 | 山手、橫濱、東京、大宮方向 | 直通 京濱東北線 |
| 2    | 橫濱線 | -    | 新橫濱、町田、八王子方向   | 只限早晚運行    |

（來源：JR東日本:車站構內圖 （页面存档备份，存于））

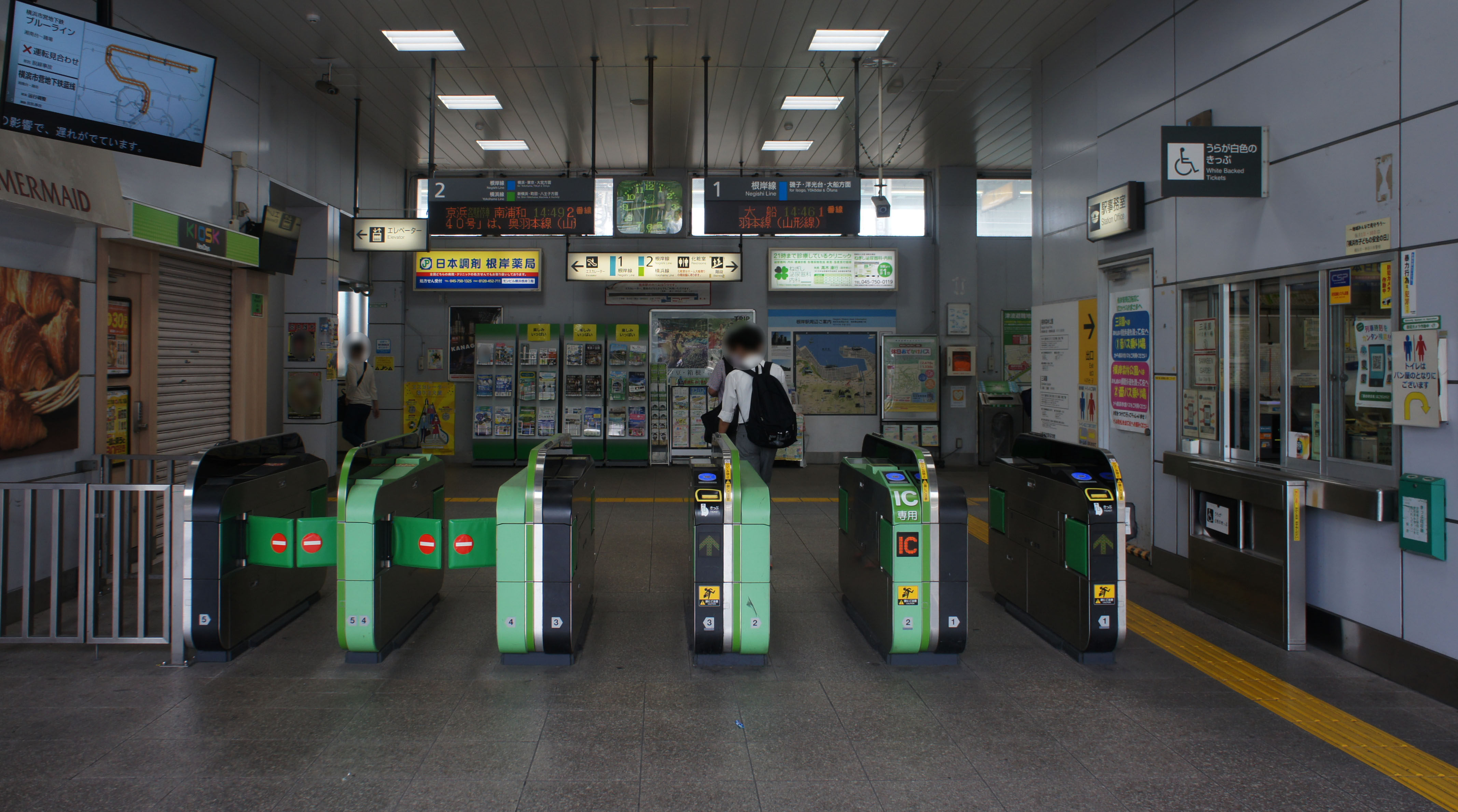
閘口（2019年6月）
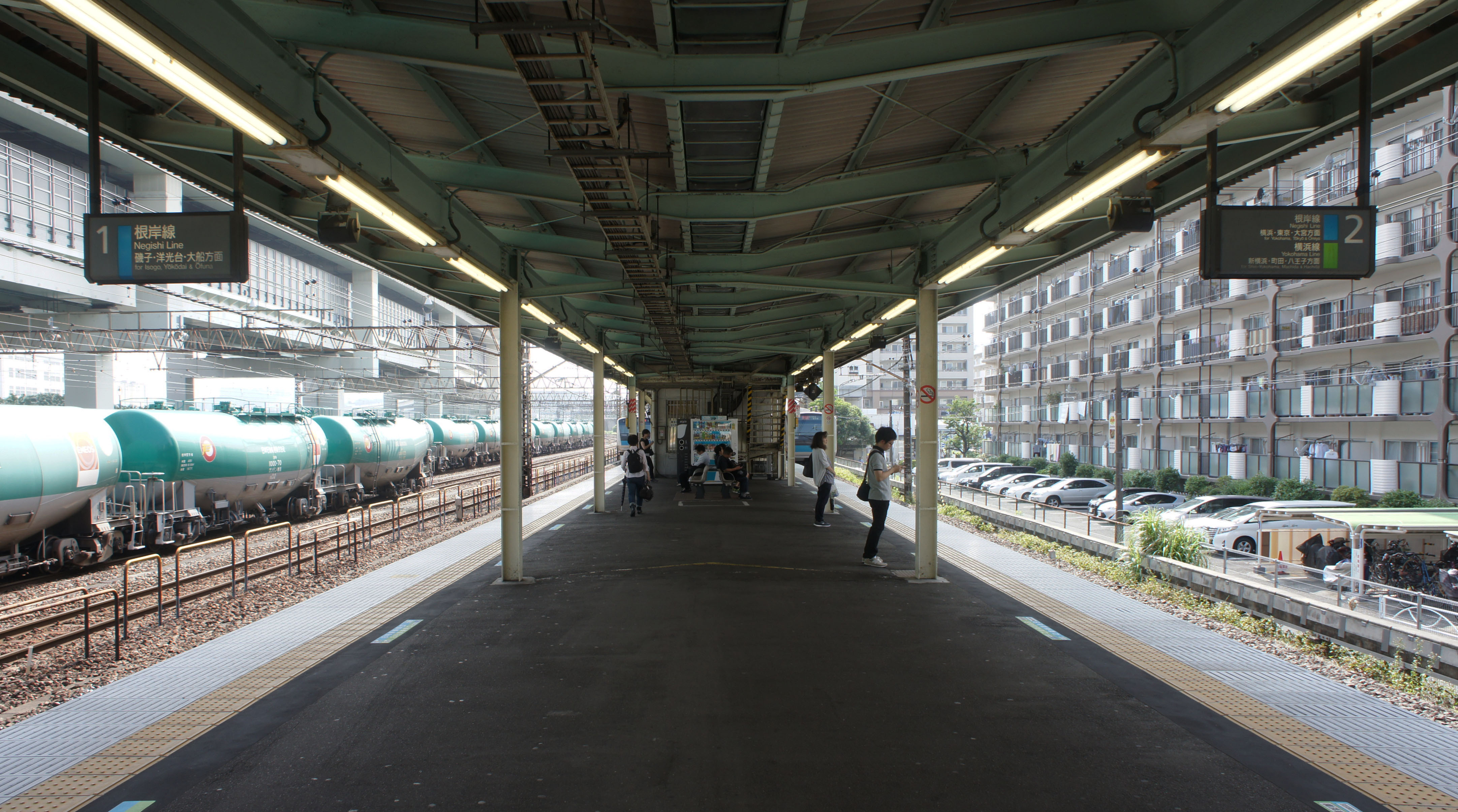
月台（2019年6月）

### 貨運

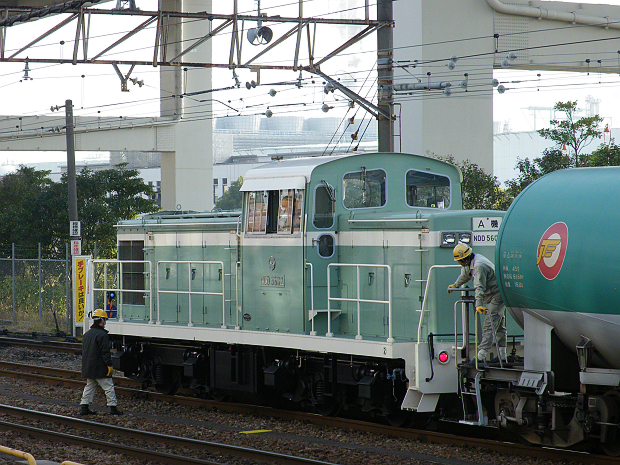
替換用機車NDD56形（2008年12月13日）
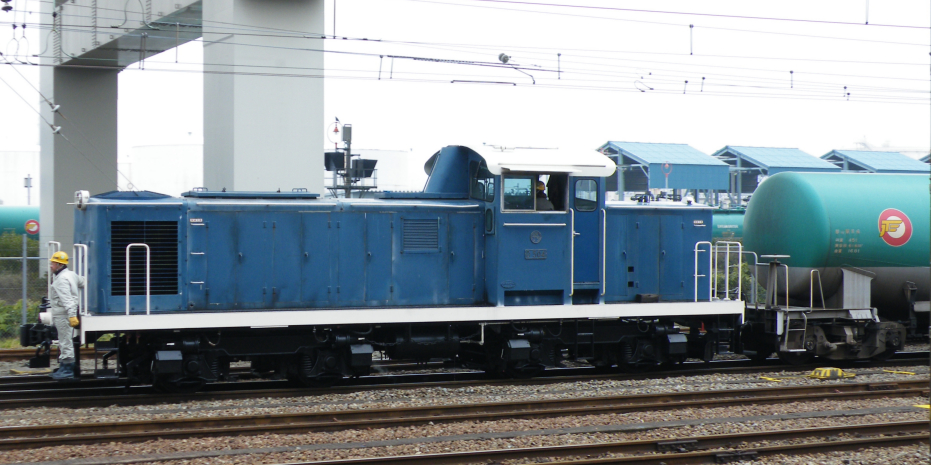
替換用機車D50形（2009年2月20日）
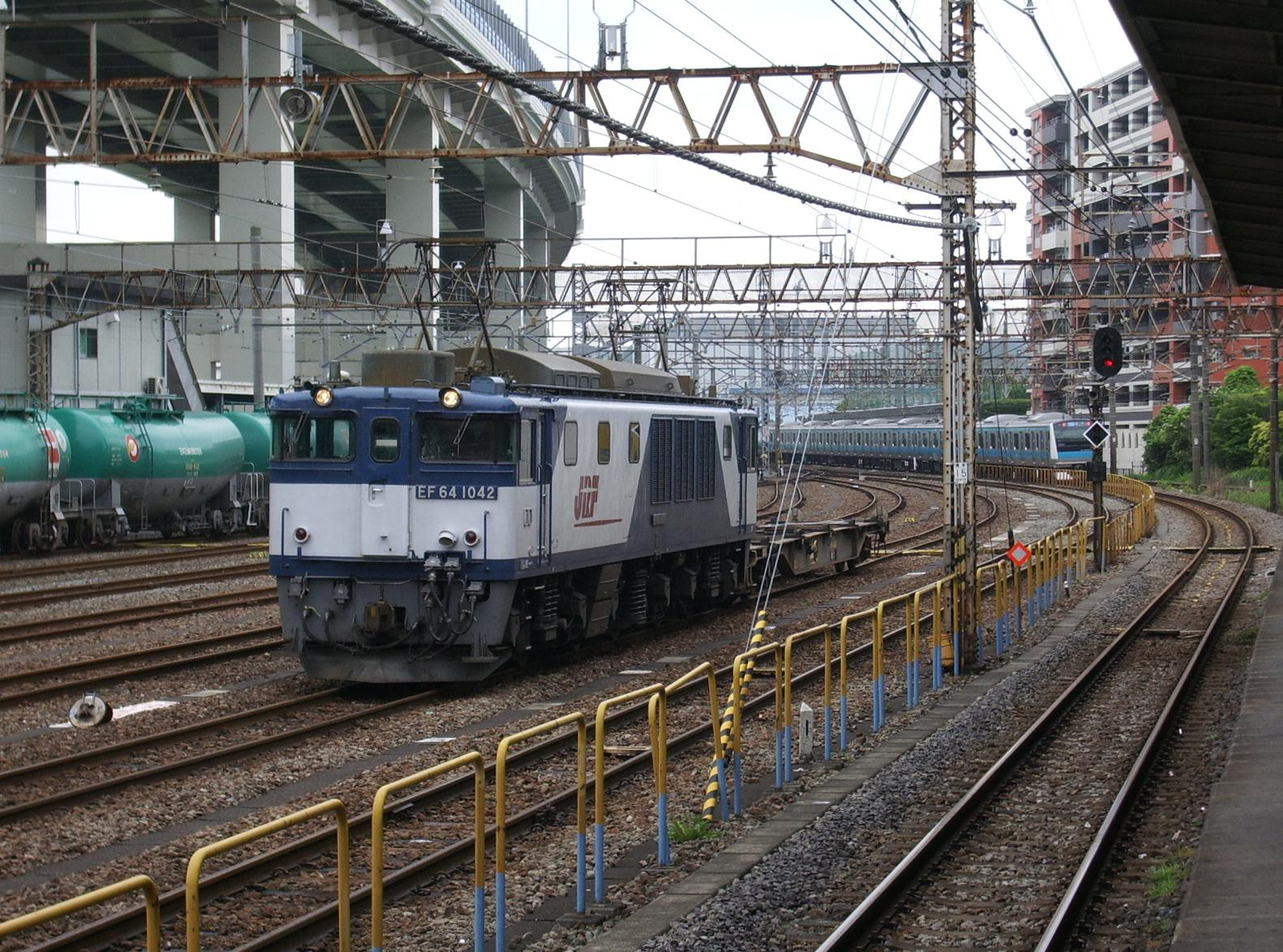
EF64形（日语：国鉄EF64形電気機関車）與平車（2009年6月6日）
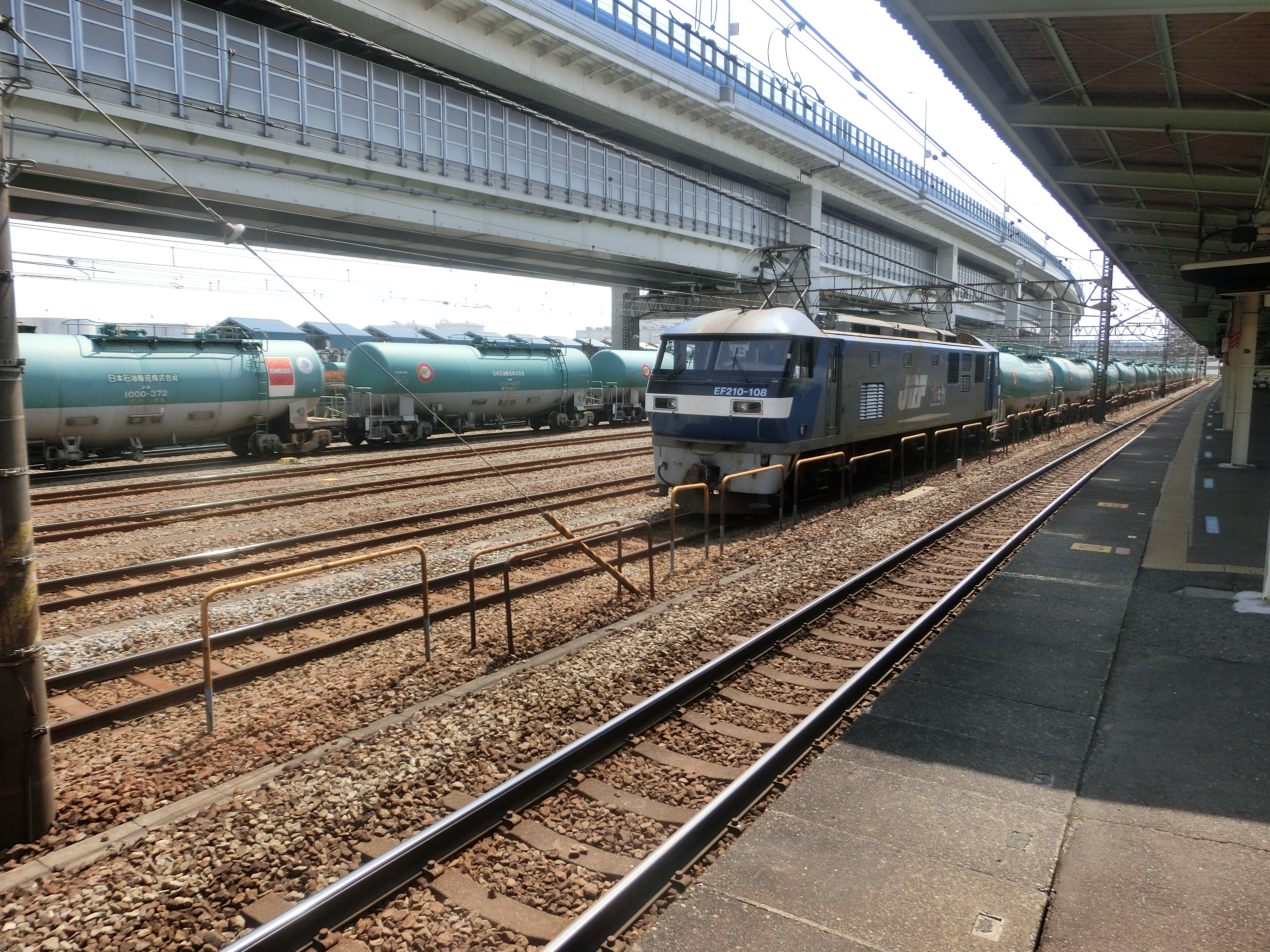
EF210形（日语：JR貨物EF210形電気機関車）牽引的罐車（2016年4月30日）

#### JXTG能源專用線
本站南側是日本最大規模的煉油廠JXTG能源根岸製油所。因此站內設有多條通往煉油廠的專用線，站內停有運輸石油製品的罐車。本站的車載貨物處理量為日本國內第1位（2008年度），罐車裝運量也是國內最大。旅客月台旁的起訖線、授受線與專用線的分類線、裝卸線之間可見罐車頻繁出入。專用線總數達34條，最大容納貨車數量為375輛，2條裝卸線各有22處裝卸口。
專用線內的編組替換由日新負責，替換用機車（貨車移動機由日新所有）則有NDD56形與D50形。除專用線外的站內編組替換作業與其他首都圈近郊的貨物站一樣由神奈川臨海鐵道負責。

#### 貨運目的地
罐車主要輸送至以下車站。除了直達列車，也有至中途站再由其他列車轉運的貨車。
- 中央本線 - 八王子站、龍王站
- 篠之井線 - 南松本站
- 信濃鐵道線 - 坂城站
- 高崎線 - 倉賀野站（部分至川崎貨物站轉運）
- 東北本線 - 宇都宮貨物總站
- 東海道貨物線 - 川崎貨物站（前往川崎車輛所（日语：川崎車両所）檢查的空車與川崎貨物站接力運輸的貨車[6]）
- 神奈川臨海鐵道浮島線（日语：神奈川臨海鉄道浮島線） - 浮島町站（僅前往日本石油輸送（日语：日本石油輸送）浮島維護中心進行罐體檢修的貨車）

運輸目的地是JXTG能源與日本石油總站的內陸油槽所，運輸品項包含汽油、柴油、A重油、C重油、燈油5種。現在本站起訖的貨物列車，石油列車可至28輛編組，貨櫃列車可至20輛編組。

## 使用情況

### JR東日本
2019年（令和元年）度1日平均上車人次為21,998人。
近年人數變化如下表。
| 年度               | 1日平均 上車人次 |
| ------------------ | ---------------- |
| 1991年（平成03年） | 22,109           |
| 1992年（平成04年） | 22,583           |
| 1993年（平成05年） | 22,815           |
| 1994年（平成06年） | 22,869           |
| 1995年（平成07年） | 22,303           |
| 1996年（平成08年） | 22,043           |
| 1997年（平成09年） | 21,370           |
| 1998年（平成10年） | 20,731           |
| 1999年（平成11年） | 20,352           |
| 2000年（平成12年） | 20,202           |
| 2001年（平成13年） | 20,182           |
| 2002年（平成14年） | 20,029           |
| 2003年（平成15年） | 20,104           |
| 2004年（平成16年） | 20,096           |
| 2005年（平成17年） | 19,828           |
| 2006年（平成18年） | 20,201           |
| 2007年（平成19年） | 20,681           |
| 2008年（平成20年） | 20,830           |
| 2009年（平成21年） | 20,665           |
| 2010年（平成22年） | 20,594           |
| 2011年（平成23年） | 20,188           |
| 2012年（平成24年） | 20,697           |
| 2013年（平成25年） | 20,998           |
| 2014年（平成26年） | 21,119           |
| 2015年（平成27年） | 21,572           |
| 2016年（平成28年） | 21,811           |
| 2017年（平成29年） | 21,774           |
| 2018年（平成30年） | 21,925           |
| 2019年（令和元年） | 21,998           |

### JR貨物

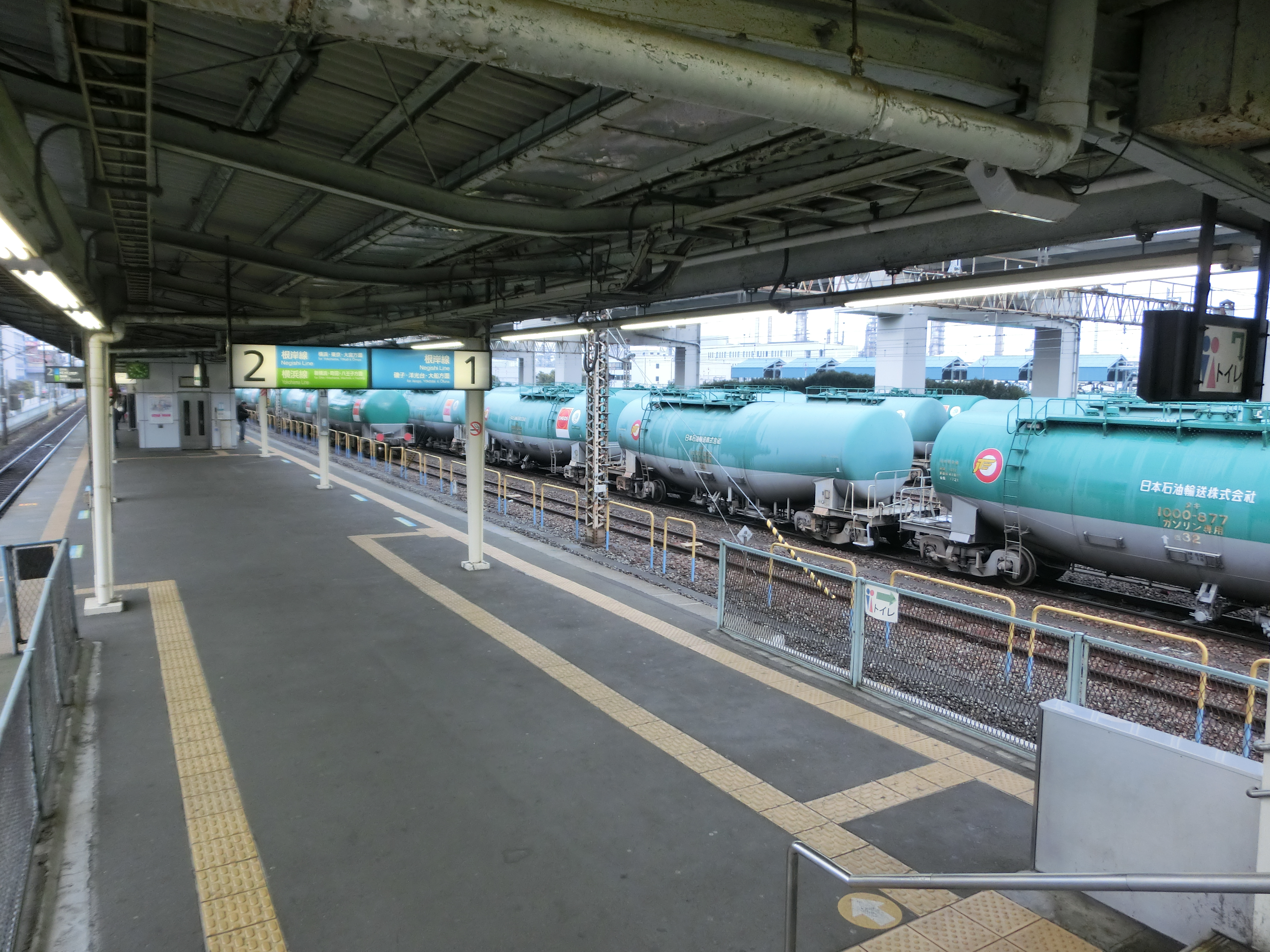
站內停放的罐車（2016年4月）

2009年度的年度貨物處理量，發送2,281,633噸、接收210,940噸。近年的運輸噸數如下表。
| 年度   | 年間貨物處理量 | 年間貨物處理量 |
| 年度   | 發送（噸）     | 接收（噸）     |
| ------ | -------------- | -------------- |
| 1998年 | 2,275,037      | 222,868        |
| 1999年 | 2,473,782      | 240,761        |
| 2000年 | 2,661,654      | 256,311        |
| 2001年 | 2,578,607      | 244,626        |
| 2002年 | 2,809,927      | 265,135        |
| 2003年 | 2,814,896      | 264,565        |
| 2004年 | 3,074,405      | 289,142        |
| 2005年 | 3,042,638      | 285,893        |
| 2006年 | 2,790,397      | 264,670        |
| 2007年 | 2,638,710      | 249,505        |
| 2008年 | 2,247,864      | 208,485        |
| 2009年 | 2,281,633      | 210,940        |
| 2010年 | 2,353,182      | 218,580        |
| 2011年 | 2,990,851      | 221,942        |
| 2012年 | 2,469,370      | 228,357        |
| 2013年 | 2,555,996      | 236,725        |
| 2014年 | 2,588,177      | 239,883        |

## 車站周邊
海側為工業地帶，山側為住宅區。站前廣場有巴士停靠，車站周邊多公寓。
- JXTG能源根岸製油所（日语：JXTGエネルギー根岸製油所）
- 東急store（日语：東急ストア）根岸店
- 根岸森林公園（日语：根岸森林公園）
- 豐田租車橫濱根岸站前店
- 橫濱泳池中心（日语：横浜プールセンター）
- 衛生看護專門學校
- 橫濱市立根岸中學校
- 橫濱市立根岸小學校（日语：横浜市立根岸小学校）
- 根岸站前郵便局
- 首都高速灣岸線
- 美軍根岸住宅（日语：根岸住宅地区）
- 橫濱學園高等學校（日语：横浜学園高等学校）

### 路線巴士
- 橫濱市營巴士
  - 1號乘車處
    - 〔58〕往小港橋、櫻木町站前、橫濱站前（經中華街入口，平日僅8班經港赤十字醫院）
    - 〔99〕往櫻木町站前（經元町、尾上町（日语：尾上町 (横浜市)））
    - 〔101〕往保土谷車庫前（日语：横浜市営バス保土ケ谷営業所）（經市廳前、櫻木町站前）

  - 2號乘車處
    - 〔21〕往櫻木町站前（經旭台（日语：根岸旭台）、元町）
    - 〔103〕往橫濱站前（經旭台、石川町5丁目）
    - 〔273〕（交流巴士） 往港赤十字醫院（日语：横浜市立みなと赤十字病院）

  - 4號乘車處
    - 〔21・366（深夜）〕往市電保存館（日语：横浜市電保存館）前（深夜巴士僅平日、週六）
    - 〔78〕往磯子站前（經下町（日语：下町 (横浜市)）、瀧頭（日语：滝頭 (横浜市)）、岡村町（日语：岡村 (横浜市)）、濱小學校前）
    - 〔361（深夜）〕往磯子站前（經八幡橋、岡村町、濱小學校前）（僅平日、週六）
    - 〔133〕往上大岡站前
    - 〔135〕往中風、神經脊椎中心（日语：横浜市立脳卒中・神経脊椎センター）（循環）
    - 〔273〕（交流巴士） 往市電保存館前

  - 5號乘車處
    - 〔58、99〕往磯子站前、磯子車庫前

  - 7號乘車處
    - 〔97〕北通（循環） / （急行） 往北通（僅平日、週六早晨）

  - 9號乘車處
    - 〔91〕（急行） 往三菱本牧工場前 ※僅早晨

  - 10號乘車處
    - 〔54〕往本牧車庫 / （急行） 往日產工場前、本牧車庫（經日產工場前），根岸站前（循環）（僅平日早晨）

### 整備計畫
2000年1月，運輸省（當時）內的運輸政策審議會答申第18號提出2015年以前開始進行橫濱環狀鐵道的整備。
- 路線：元町（元町·中華街站） - 根岸站 - 上大岡站 - 東戶塚站 - 二俣川站 - 中山站 - 日吉站 - 鶴見站
  - 實際建設的僅日吉站 - 中山站間的綠線。

## 相鄰車站
東日本旅客鐵道
 根岸線
■快速、■■各站停車
山手（JK 08）－根岸（JK 07）－磯子（JK 06）
神奈川臨海鐵道
本牧線
根岸－橫濱本牧

### 使用情況
1. ↑  横浜市統計書 （页面存档备份，存于） - 横浜市

JR東日本2000年度以後上車人次
1. ↑  各駅の乗車人員（2000年度） （页面存档备份，存于） - JR東日本
2. ↑  各駅の乗車人員（2001年度） （页面存档备份，存于） - JR東日本
3. ↑  各駅の乗車人員（2002年度） （页面存档备份，存于） - JR東日本
4. ↑  各駅の乗車人員（2003年度） （页面存档备份，存于） - JR東日本
5. ↑  各駅の乗車人員（2004年度） （页面存档备份，存于） - JR東日本
6. ↑  各駅の乗車人員（2005年度） （页面存档备份，存于） - JR東日本
7. ↑  各駅の乗車人員（2006年度） （页面存档备份，存于） - JR東日本
8. ↑  各駅の乗車人員（2007年度） （页面存档备份，存于） - JR東日本
9. ↑  各駅の乗車人員（2008年度） （页面存档备份，存于） - JR東日本
10. ↑  各駅の乗車人員（2009年度） （页面存档备份，存于） - JR東日本
11. ↑  各駅の乗車人員（2010年度） （页面存档备份，存于） - JR東日本
12. ↑  各駅の乗車人員（2011年度） （页面存档备份，存于） - JR東日本
13. ↑  各駅の乗車人員（2012年度） （页面存档备份，存于） - JR東日本
14. ↑  各駅の乗車人員（2013年度） （页面存档备份，存于） - JR東日本
15. ↑  各駅の乗車人員（2014年度） （页面存档备份，存于） - JR東日本
16. ↑  各駅の乗車人員（2015年度） （页面存档备份，存于） - JR東日本
17. ↑  各駅の乗車人員（2016年度） （页面存档备份，存于） - JR東日本
18. ↑  各駅の乗車人員（2017年度） （页面存档备份，存于） - JR東日本
19. ↑  各駅の乗車人員（2018年度） （页面存档备份，存于） - JR東日本
20. ↑  各駅の乗車人員（2019年度） （页面存档备份，存于） - JR東日本

## 外部連結
- 車站資訊（根岸）：東日本旅客鐵道
- 神奈臨Topics 根岸站編 （页面存档备份，存于）（日語）

35°24′56.8″N 139°38′6.3″E / 35.415778°N 139.635083°E